# Lista przedsiębiorstw żeglugowych
Lista głównych światowych przedsiębiorstw żeglugowych.

## Europa
| Kraj Przedsiębiorstwa | Nazwa            | Przedsiębiorstwo               | Kraj Armatora    | Armator                        |
| --------------------- | ---------------- | ------------------------------ | ---------------- | ------------------------------ |
| Belgia                | Delphis          | Delphis                        | Dania            | A.P. Møller-Mærsk              |
| Belgia                | CMA CGM Belgia   | CMA CGM Belgia                 | Francja          | CMA CGM                        |
| Polska                | MAG              | Morska Agencja Gdynia          | Polska           | Morska Agencja Gdynia          |
| Polska                | Amber Offshore   | Amber Offshore                 | Polska           | Amber Offshore                 |
| Dania                 | Maersk           | A.P. Møller-Mærsk              | Dania            | A.P. Møller-Mærsk              |
| Dania                 | Unifeeder        | Unifeeder A/S                  | Dania            | Unifeeder A/S                  |
| Finlandia             | Finnlines        | Finnlines                      | Włochy           | Grimaldi Group                 |
| Finlandia             | CMA CGM          | CMA CGM                        | Francja          | CMA CGM                        |
| Finlandia             | Delmas           | Delmas                         | Francja          | CMA CGM                        |
| Niemcy                | Hapag-Lloyd      | Hapag-Lloyd                    | Niemcy           | TUI AG                         |
| Niemcy                | Hamburg Süd      | Hamburg Süd                    | Niemcy           | Hamburg Süd                    |
| Niemcy                | DAL              | Deutsche Afrika Linien         | Niemcy           | Rantzau Group                  |
| Niemcy                | John T Essberger | John T Essberger               | Niemcy           | Rantzau Group                  |
| Niemcy                | Senator Lines    | Senator Lines                  | Korea Południowa | Hanjin                         |
| Włochy                | CCL              | Costa Container Lines          | Włochy           | GF Group                       |
| Włochy                | Grimaldi         | Grimaldi Group                 | Włochy           | Grimaldi Group                 |
| Włochy                | Italia Marittima | Italia Marittima               | Tajwan           | Evergreen Marine               |
| Włochy                | Linea Messina    | Linea Messina                  | Włochy           | Linea Messina                  |
| Norwegia              | Wilhelmsen       | Wilhelmsen Lines               | Szwecja          | Wallenius Wilhelmsen Logistics |
| Rosja                 | FESCO            | Far-Eastern Shipping Company   | Rosja            | Far-Eastern Shipping Company   |
| Szwecja               | HUAL             | HUAL                           | Szwecja          | HUAL                           |
| Szwecja               | Wallenius        | Wallenius Lines                | Szwecja          | Wallenius Wilhelmsen Logistics |
| Szwajcaria            | MSC              | Mediterranean Shipping Company | Szwajcaria       | Mediterranean Shipping Company |
| Wielka Brytania       | ACL              | Atlantic Container Line        | Wielka Brytania  | Atlantic Container Line        |
| Wielka Brytania       | Hatsu Marine     | Hatsu Marine                   | Tajwan           | Evergreen Marine               |
| Wielka Brytania       | OT Africa        | OT Africa Line                 | Francja          | CMA CGM                        |

## Azja
| Kraj Przedsiębiorstwa        | Nazwa        | Przedsiębiorstwo                        | Kraj Armatora                | Armator                                           |
| ---------------------------- | ------------ | --------------------------------------- | ---------------------------- | ------------------------------------------------- |
| Chiny                        | COSCO        | COSCO Shipping Lines                    | Chiny                        | COSCO Shipping Lines                              |
| Hongkong                     | CSAV Norasia | CSAV Norasia                            | Chile                        | Compania Sudamericana de Vapores                  |
| Hongkong                     | OOCL         | Orient Overseas Container Line          | Hongkong                     | Orient Overseas International Limited             |
| Hongkong                     | Sinotrans    | Sinotrans Shipping                      | Hongkong                     | Sinotrans Shipping                                |
| Indie                        | SCI          | Shipping Corporation of India           | Indie                        | Shipping Corporation of India                     |
| Indonezja                    | Samudera     | Samudera Shipping Line                  | Indonezja                    | Soedarpo Group                                    |
| Iran                         | IRISL        | Islamic Republic of Iran Shipping Lines | Iran                         | Islamic Republic of Iran Shipping Lines           |
| Iran                         | LV           | PARS LV Shipping Co.                    | Iran                         | LV Shipping Co.- UK                               |
| Izrael                       | ZIM          | Zim Integrated Shipping Services        | Izrael                       | Zim Integrated Shipping Services                  |
| Japonia                      | K Line       | Kawasaki Kisen Kaisha                   | Japonia                      | K Line                                            |
| Japonia                      | MOL          | Mitsui O.S.K. Lines                     | Japonia                      | Mitsui O.S.K. Lines                               |
| Japonia                      | NYK          | Nippon Yusen Kaisha                     | Japonia                      | Nippon Yusen                                      |
| Japonia                      | TSK Lines    | Tokyo Senpaku Kaisha                    | Japonia                      | Nippon Yusen                                      |
| Korea Południowa             | Dongnama     | Dongnama Shipping Corporation           | Korea Południowa             | Dongnama Shipping Corporation                     |
| Korea Południowa             | KMTC         | Korea Marine Transport Corporation      | Korea Południowa             | Korea Marine Transport Corporation                |
| Korea Południowa             | Kien Hung    | Kien Hung Shipping                      | Korea Południowa             | Kien Hung Shipping                                |
| Korea Południowa             | Hanjin       | Hanjin Shipping                         | Korea Południowa             | Hanjin                                            |
| Korea Południowa             | Heung-A      | Heung-A Shipping Corporation            | Korea Południowa             | Heung-A Shipping Corporation                      |
| Korea Południowa             | HMM          | HMM Company Limited                     | Korea Południowa             | HMM Company Limited                               |
| Kuwejt                       | UASC         | United Arab Shipping Company            | Kuwejt                       | United Arab Shipping Company                      |
| Malezja                      | MISC         | Malaysia Internatial Shipping Company   | Malezja                      | Malaysia Internatial Shipping Company             |
| Pakistan                     | PNSC         | Pakistan National Shipping Corporation  | Pakistan                     | Pakistan National Shipping Corporation            |
| Singapur                     | NOL          | Neptune Orient Lines                    | Singapur                     | Neptune Orient Lines                              |
| Singapur                     | IMC          | IMC Pan Asia Alliance                   | Singapur                     | IMC Pan Asia Alliance                             |
| Singapur                     | PIL          | Pacific International Lines             | Singapur                     | Pacific International Lines                       |
| Tajwan                       | CNC Lines    | Cheng Lie Navigation Corporation        | Tajwan                       | Cheng Lie Navigation Corporation                  |
| Tajwan                       | Evergreen    | Evergreen Marine                        | Tajwan                       | Evergreen Marine                                  |
| Tajwan                       | Wan Hai      | Wan Hai Lines                           | Tajwan                       | Wan Hai Lines                                     |
| Tajwan                       | Yang Ming    | Yang Ming Marine Transport Corporation  | Tajwan                       | Yang Ming Marine Transport Corporation            |
| Tajlandia                    | RCL          | Regional Container Lines                | Tajlandia                    | Regional Container Lines                          |
| Zjednoczone Emiraty Arabskie | GSL          | Global Shipping & Logistics             | Zjednoczone Emiraty Arabskie | Global Shipping & Logistics                       |
| Zjednoczone Emiraty Arabskie | UAEPS        | UAE-SHIPPING                            | Zjednoczone Emiraty Arabskie | UNITED ARAB EMIRATES PORTS AND SHIPPING DIRECTORY |

## Ameryka Północna
| Kraj Przedsiębiorstwa | Nazwa         | Przedsiębiorstwo                       | Kraj Armatora | Armator                                |
| --------------------- | ------------- | -------------------------------------- | ------------- | -------------------------------------- |
| Kanada                | Seaboard      | Seaboard International Shiping Company | Kanada        | Seaboard International Shiping Company |
| USA                   | APL           | American President Lines               | Singapur      | Neptune Orient Lines                   |
| USA                   | Matson        | Matson Navigation Company              | USA           | Matson Navigation Company              |
| USA                   | Horizon Lines | Horizon Lines                          | USA           | Horizon Lines                          |
| USA                   | Star Shipping | Star Shipping                          | USA           | Star Shipping                          |

## Ameryka Południowa
| Kraj Przedsiębiorstwa | Nazwa         | Przedsiębiorstwo                 | Kraj Armatora | Armator                          |
| --------------------- | ------------- | -------------------------------- | ------------- | -------------------------------- |
| Argentyna             | Maruba        | Maruba                           | Argentyna     | Maruba                           |
| Brazylia              | Alianca       | Aliança Navegacao e Logística    | Brazylia      | Aliança Navegacao e Logística    |
| Brazylia              | Libra         | Libra de Navigacao               | Chile         | Compañía Sudamericana de Vapores |
| Brazylia              | Mercosul Line | Mercosul Line                    | Dania         | A. P. Moller-Maersk Group        |
| Chile                 | CSAV          | Compañía Sudamericana de Vapores | Chile         | Compañía Sudamericana de Vapores |
| Chile                 | CCNI          | Compañía Chile Navi Intertional  | Chile         | Compañía Chile Navi Intertional  |

## Afryka
| Kraj Przedsiębiorstwa | Nazwa     | Przedsiębiorstwo | Kraj Armatora | Armator           |
| --------------------- | --------- | ---------------- | ------------- | ----------------- |
| Afryka Południowa     | Safmarine | Safmarine        | Dania         | A.P. Møller-Mærsk |

## Oceania
| Kraj Przedsiębiorstwa | Nazwa | Przedsiębiorstwo          | Kraj Armatora | Armator |
| --------------------- | ----- | ------------------------- | ------------- | ------- |
| Australia             | ANL   | Australian National Lines | Francja       | CMA CGM |